# Afst
Afst is een gehucht in Manderfeld, zelf een deelgemeente van Büllingen in de Belgische provincie Luik bij de Duitse grens. 
Het ligt in het meest oostelijke grondgebied van België op een hoogte rond de 500 meter. Het gehucht met omgeving behoorde tot 1919 aan Duitsland; het is dan ook Duitstalig. Afst telt zo’n 40 inwoners.
Deelgemeenten: Büllingen · Manderfeld · Rocherath

Overige kernen: Afst · Allmuthen · Andler Mühle · Berterath · Buchholz · Eimerscheid · Hasenvenn · Hergersberg · Holzheim · Honsfeld · Hüllscheid · Hünningen · Igelmonder Hof · Igelmondermühle · Kehr · Krewinkel · Krinkelt · Lanzerath · Losheimergraben · Medendorf · Merlscheid · Mürringen · Weckerath · Wirtzfeld

Belgische gemeenten · Duitstalige Gemeenschap · Arrondissement Verviers · Luik · Wallonië